# Internationaler Andrej-Stenin-Fotowettbewerb
Der Internationale Andrej-Stenin-Wettbewerb ist der Jahreswettbewerb für junge Fotoreporter im Alter von 18 bis einschließlich 33 Jahren. Er wurde am 22. Dezember 2014 von der Nachrichtenagentur Rossija Sewodnja unter der Schirmherrschaft der russischen Kommission für UNESCO-Angelegenheiten ins Leben gerufen. Der Wettbewerb wurde nach Andrej Stenin, dem Bildkorrespondenten der Agentur benannt, der bei der Ausübung seiner beruflichen Pflicht im Südosten der Ukraine ums Leben kam.
Der Wettbewerb setzt sich zum Ziel, junge Fotografen zu fördern und die öffentliche Aufmerksamkeit auf die Aufgaben des modernen Fotojournalismus zu lenken. Es ist die einzige Plattform in Russland, die junge Fotografen unterstützt. Ihre Namen werden dadurch international bekannt gemacht.
2017 wurden zum Wettbewerb, der zum dritten Mal in Folge stattfindet, rund 5000 Werke aus einer Rekordzahl von Ländern zugeschickt – 76. Die Ausstellungstour der Gewinner durch zahlreiche Länder ist bereits ein unabdingbarer Teil des Wettbewerbs. 2015 und 2016 wurden die Gewinner-Aufnahmen des Andrej-Stenin-Fotowettbewerbs in Kapstadt, Istanbul, Tel Aviv, Kairo, Berlin, Shanghai, Budapest, Rom und in anderen Ländern ausgestellt. Der Andrej-Stenin-Fotowettbewerb macht nicht nur die Zuschauer aus verschiedenen Ländern mit neuen Namen bekannt, sondern bietet den besten Fotojournalisten der Welt auch die Möglichkeit, neues Publikum und Feedback zu bekommen. Die Ausstellung 2017 war in Athen, Madrid, Istanbul, Shanghai, Warschau, Mexiko, Johannesburg, Kapstadt, Beirut und Budapest präsent.
Die Zusendung der Aufnahmen beginnt jährlich am 22. Dezember – dem Geburtstag von Andrej Stenin.

## Hauptkriterien und Kategorien
Als Teilnehmer des Wettbewerbs können sich Fotoreporter im Alter von 18 bis 33 Jahren anmelden. In jeder Kategorie werden die Plätze eins bis drei für Einzelfotos sowie für Fotoserien vergeben. Darüber hinaus können einzelne Fotos mit Sonderpreisen der Jury ausgezeichnet werden. Einer der Teilnehmer der Shortlist bekommt den Grand Prix des Wettbewerbs. Der Grand-Prix-Gewinner wird bei der offiziellen Verleihungszeremonie der Gewinner und Preisträger bekanntgegeben. 2018 gibt es folgende Hauptkategorien:
- „Top-News“: Das Hauptthema der Aufnahmen in dieser Kategorie sind wichtige Ereignisse im Leben einzelner Menschen und der Länder im Ganzen – die wichtigsten politischen und gesellschaftlichen Ereignisse, Sujets aus Kriegsgebieten und Orte von Naturkatastrophen oder entscheidende Augenblicke im Leben der Menschen.
- „Sport“: In dieser Kategorie werden Fotos angenommen, die Augenblicke im Sportleben fixierten – erfolgreiche Highlights von Sportlern und dramatische Niederlagen, tägliches Training, die Schönheit der Sportwettbewerbe.
- „Mein Planet“: Die Aufnahmen dieser Kategorie widerspiegeln die gesamte vielfarbige Palette der Themen und Gestalten von allen Kontinenten der Welt. Die Aufgabe des Autors ist es, das tägliche Lebenskaleidoskop in seiner Harmonie und Schönheit zu zeigen, die Sujets des Alltags, den Rhythmus der Metropolen und Provinzstädte, die Natur, ethnografische Darstellungen oder religiöse Feiern.
- „Porträt. Held unserer Zeit“: Das Kriterium dieser Kategorie sind Einzel- bzw. Gruppenporträts von Menschen. Die Fotos können dokumentarisch bzw. inszeniert sein. Am wichtigsten ist in dieser Kategorie die Fähigkeit des Autors, die innere Welt der Helden zu öffnen, ihre geistlichen Eigenschaften und Charakter durch die Eigenartigkeit des Äußeren und der Gestalt im Ganzen auszudrücken.

## Jury
Zur Jury des Wettbewerbs gehören renommierte Fotojournalisten, die für ihre Fähigkeit bekannt sind, die Welt unter verschiedenen Blickwinkeln zu sehen.

### Jury 2015
- Andrej Polikanow, Direktor des Fotodienstes der Zeitschrift Russischer Reporter
- Grigori Dukor, Chefredakteur des Reuters-Fotodienstes in Russland und GUS-Ländern
- Natalja Udarzewa, russische Journalistin, Fotoredakteurin, Mitglied des Verbandes der Fotokünstler Russlands
- Wladimir Wjatkin, russischer Fotograf, Vollmitglied der Akademie der Internationalen Gilde der Fotografen der Medien, sechsfacher Preisträger und dreifaches Mitglied der internationalen Jury von World Press Photo
- Attila Durak, türkischer Fotograf, Co-Gründer und Koordinator des Festivals Fotoİstanbul
- Timothy Fadek, US-Fotojournalist; Jason Eskenazi, US-Fotograf

### Jury 2016
- Ruth Eichhorn, Fotoredakteurin von GEO (Deutschland)
- Denis Paquin, stellvertretender Direktor des Fotodienstes der Agentur Associated Press (USA)
- Zheng Wei, stellvertretender Direktor der Abteilung für Fotoinformationen von Xinhua (China)
- Juri Kosyrew, russischer Fotojournalist, mehrfacher Gewinner von World Press Photo
- Irina Tchmyrjowa, russische Kunstwissenschaftlerin, Senior wissenschaftliche Mitarbeiterin des Instituts für Theorie und Geschichte der Kunst der Russischen Akademie der Künste (Russland)
- Ksenia Nikolskaja, russische Fotografin, Mitglied des Verbandes der Künstler Russlands (Russland)
- Aldo Mendichi, italienischer Fotograf, Organisator der Bildungskurse und Seminare
- Waleri Meljnikow, Sonderkorrespondent von Rossija Sewodnja, mehrfacher Preisträger der internationalen Wettbewerbe

### Jury 2017
- Andreas Trampe, Fotodirektor der Zeitschrift Stern (Deutschland)
- Ian Landsberg, Fotoredakteur der Mediengruppe Independent Media (Südafrika)
- Arianna Rinaldo, künstlerische Direktorin des internationalen Festivals Cortona On The Move (Italien)
- Natalia Grigorjewa-Litwinskaja, Chefkuratorin und Gründerin des Lumière-Fotozentrums (Russland)
- Wladimir Pesnja, Fotokorrespondent von Rossiya Segodnya, Preisträger des weltweit angesehensten Fotowettbewerbs World Press Photo (Russland)
- Chen Qiwei, Präsident der Zeitung Xinmin Evening News und Leiter der Zeitungen und digitalen Medien der Vereinigten Shanghaier Mediengruppe (China)
- Warwara Gladkaja, Fotoredakteurin, Dozentin der Schule für visuelle Künste (Russland)

### Jury 2018
- Anna Sekrija, Gründerin und Direktorin der unabhängigen russischen Fotoagentur SALT IMAGES (Russland)
- Mladen Antonow, Sonderkorrespondent von AFP in Moskau (Frankreich)
- Jorge Arciga Avila, stellvertretender Direktor des Fotodienstes der Nachrichtenagentur Notimex (Mexiko)
- Pawel Kassin, Direktor des Fotodienstes des Verlagshauses Kommersant (Russland)
- Ahmet Sel, Fotograf, Leiter der Abteilung für Foto- und Videonachrichten der Agentur Anadolu (Türkei)

## Gewinner
Der Grand Prix des Wettbewerbs 2015 ging an Jelena Anossowa (Russland) für die Fotoserie „Trennung“ über Frauen im Gefängnis.
Der Grand Prix 2016 ging an Danilo Garcia Di Meo (Italien) für die Fotoserie über die gelähmte Frau „Leticia. Geschichte eines unsichtbaren Lebens“
Mit dem Grand Prix 2017 wurde die Fotoserie „Flüchtlinge in Belgrad“ von Alejandro Martinez Velez (Spanien) ausgezeichnet.